# 인도로 가는 길 (영화)
《인도로 가는 길》(영어: A Passage to India)은 1984년 제작된 영국, 미국의 서사, 역사 드라마 영화이다. 데이비드 린이 감독과 각본을 맡았으며, E. M. 포스터의 동명 소설이 영화의 원작이다. 1984년 골든 글로브상 외국어 영화상 수상작이다.

## 줄거리
1920년대 영국령 인도, 아델라 퀘스테드는 결혼을 앞두고 예비 시어머니 무어 부인과 함께 인도 찬드라포르에 도착한다. 아델라는 현지 관리인 로니 히슬롭과 결혼할 예정이었지만, 인도에 와서 영국인 사회와 인도인 사회가 극명하게 분리되어 있는 현실에 실망한다. 이들은 학교장 필딩의 소개로 힌두교 학자 고드볼 교수를 만나고, 무어 부인은 우연히 의사 아지즈를 만나 그의 친절함에 감동한다. 아지즈는 무어 부인과 아델라를 마라바 동굴로 초대한다.
동굴 탐험 중 무어 부인은 폐쇄공포증을 느끼고 일행을 떠나고, 아델라와 아지즈는 가이드와 함께 좀 더 깊은 동굴로 향한다. 동굴 입구에서 아지즈가 잠시 자리를 비운 사이, 아델라는 혼자 동굴에 들어갔다가 갑자기 울음을 터뜨리고 쓰러진다. 이후 아델라는 혼란스러운 모습으로 동굴에서 뛰쳐나와 의사 부인에게 옮겨진다. 아델라는 정신을 잃은 채로 선인장 가시에 찔려 피를 흘리고 있었고, 의사는 그녀에게 진정제를 투여한다.
찬드라포르로 돌아온 아지즈는 아델라를 동굴에서 강간하려 했다는 누명을 쓰고 투옥된다. 필딩은 아지즈의 결백을 주장하고, 무어 부인도 아지즈가 죄가 없다고 확신하며 영국으로 돌아가기로 한다. 그러나 항해 중 무어 부인은 심장마비로 사망한다. 재판에서 아델라는 검사의 질문에 아지즈가 동굴에 들어온 적이 없다고 진술하며 자신이 강간 미수 고소를 한 것이 거짓이었음을 밝힌다. 아지즈는 무죄로 풀려나고 환호를 받지만, 아델라는 영국인들에게 버림받는다. 필딩은 아델라를 돕고, 그녀는 영국으로 돌아갈 계획을 세운다. 아지즈는 영국 지배에서 벗어난 인도 지역에서 새로운 삶을 시작하기로 결심하고, 카슈미르 근처에서 진료소를 연다.
한편, 필딩은 무어 부인의 둘째 딸 스텔라와 결혼한다. 시간이 흘러 아지즈는 필딩과 화해하고, 아델라에게 편지를 보내 법정에서 자신의 고소를 철회한 용기에 대해 뒤늦게나마 감사와 사과를 전한다.

## 출연

### 주연
- 주디 데이비스
- 페기 애쉬크로프트
- 빅터 배너지

### 조연
- 알렉 기네스
- 제임스 폭스
- 나이젤 하버스

## 기타
- 원작자: E.M. 포스터
- 미술: 존 복스
- 미술: 허버트 웨스트브룩
- 의상: 주디 무어크로프트